# Skifat

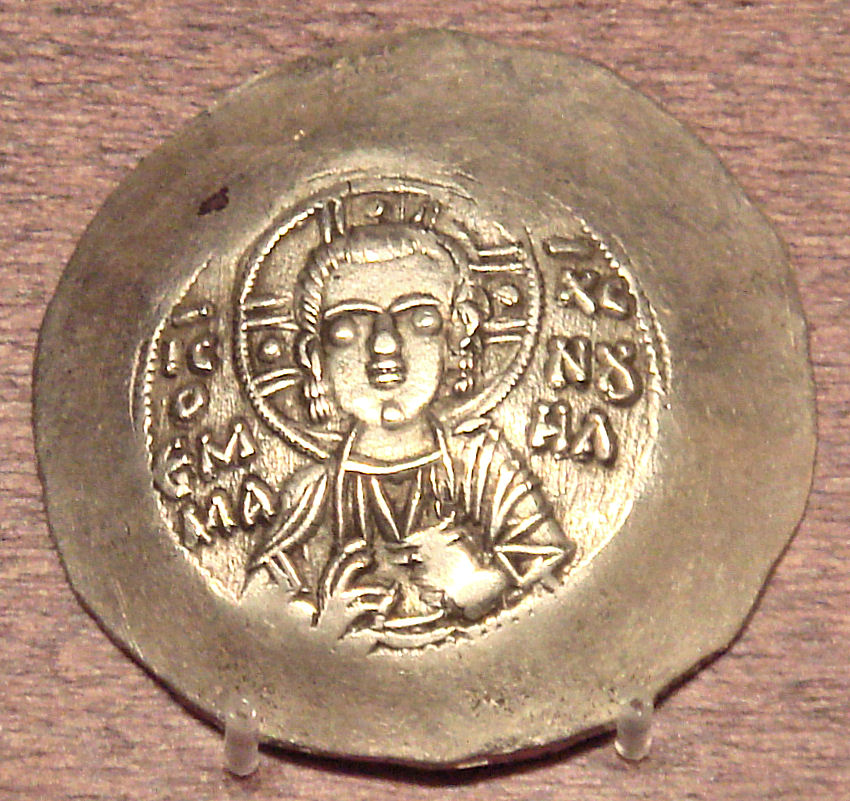
Wybity z elektrum skifat Manuela I Komnena

Skifat, skyfat, scyfat (z gr. σκύφος skýphos, czara, miska) – dawna moneta o kształcie wklęsło-wypukłym, przede wszystkim pochodzenia bizantyjskiego z okresu późnego średniowiecza.
Skifat nie jest nominałem, lecz jedynie techniczną odmianą monety. Pojęcie to pojawiło się w XIX wieku wskutek omyłkowego stosowania łacińskiego określenia scyphatus  spotykanego w dokumentach południowoitalskich z XI i XII stulecia. W rezultacie termin ten zaczęto odnosić do wklęsłych monet Bizancjum bitych z kruszców szlachetnych (złoto, elektrum, srebro) oraz z miedzi – głównie od trzeciej ćwierci XI do XIV wieku. 

## Historia
Do najwcześniejszych monet o tej formie (łac. nummi scyphati) należą solidy skifatowe z końca X i początku XI wieku. Pierwsze pochodzą z czasów panowania Bazylego II i jego współregenta Konstantyna VIII, jednak stałe ich emisje rozpoczęto dopiero za rządów Nicefora III. Wśród późniejszych nominałów emitowany był w ten sposób złoty histamenon i hyperpyron oraz aspron bity z elektrum lub srebra albo z bilonu. Charakteryzował je wypukły awers i wklęsły rewers. W XII stuleciu i później stosowano względem „miseczek” częściej określenie trachea (z gr. tráchys, nierówny). 
Istotny powód wytwarzania pieniądza w takiej postaci pozostaje nieznany. Według najczęstszych przypuszczeń teoretycznych podobne kształtowanie krążka miało ułatwiać układanie monet w stosy. Inne wyjaśnienie mówi wprost o łatwości zbierania takiego pieniądza z gładkiej powierzchni. Wśród nowszych poglądów znaleźć też można hipotezę, że skifaty mogły mieć szczególne przeznaczenie w obrocie handlowym z Rusią i Waregami.
Poza bizantyńskim systemem monetarnym skifaty emitowały również niektóre państwa mające kontakty handlowe ze Wschodem. Naśladownictwa takie wypuszczały pewne mennice południowoitalskie (m.in. w Palermo), a przede wszystkim normańscy władcy Sycylii i Apulii w XII wieku (np. Roger II). Wiadomo, że monety w tej postaci bite były okresowo w Niemczech oraz przez Węgrów i Arabów.
W kontekście ogólnohistorycznym monety tego kształtu najwcześniej stosowano w starożytnej Grecji, bo już w VI–IV wieku p.n.e. Były to statery z „białego złota” (elektrum), z których najbardziej znany był małoazjatycki Kyzik. Bez wątpienia nawiązywały do nich też emisje celtyckich złotych staterów muszlowych z I wieku p.n.e., typowe dla wschodnich Celtów, a będące naśladownictwem złotych monet macedońskich. Postać skifata miały także srebrne monety arabskich Himjarytów, bite na wzór rzymskich denarów od połowy I do II wieku naszej ery.

Przykłady różnych skifatów
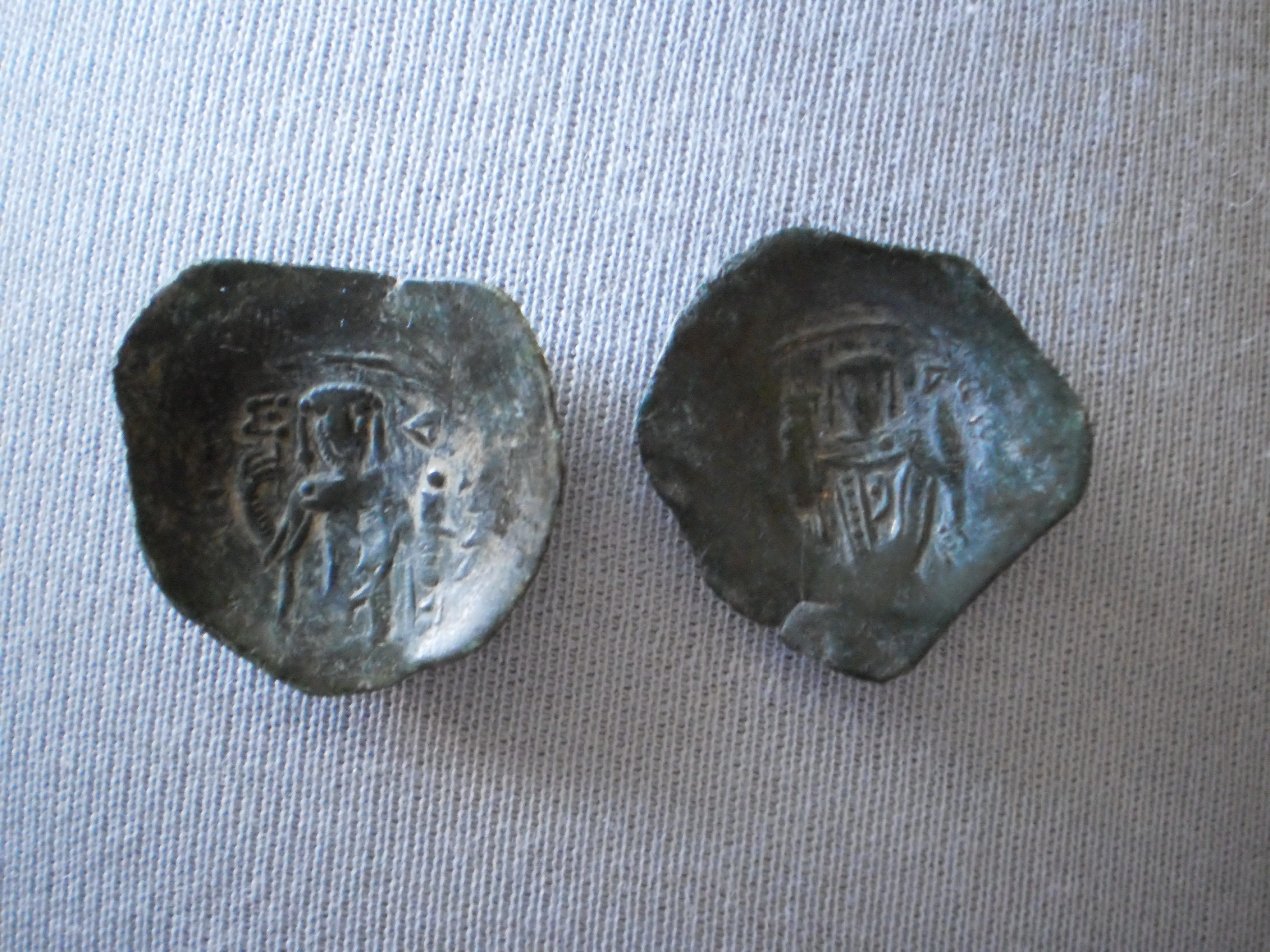
Brązowe monety bizantyjskie z okresu panowania krzyżowców (1204–1261)
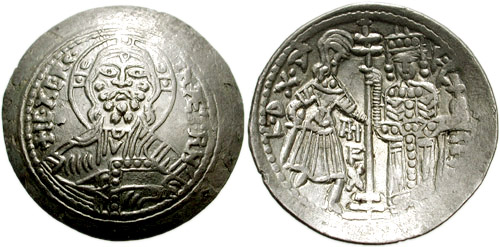
Srebrny skifat książęcy sycylijskiego Rogera II (1140)
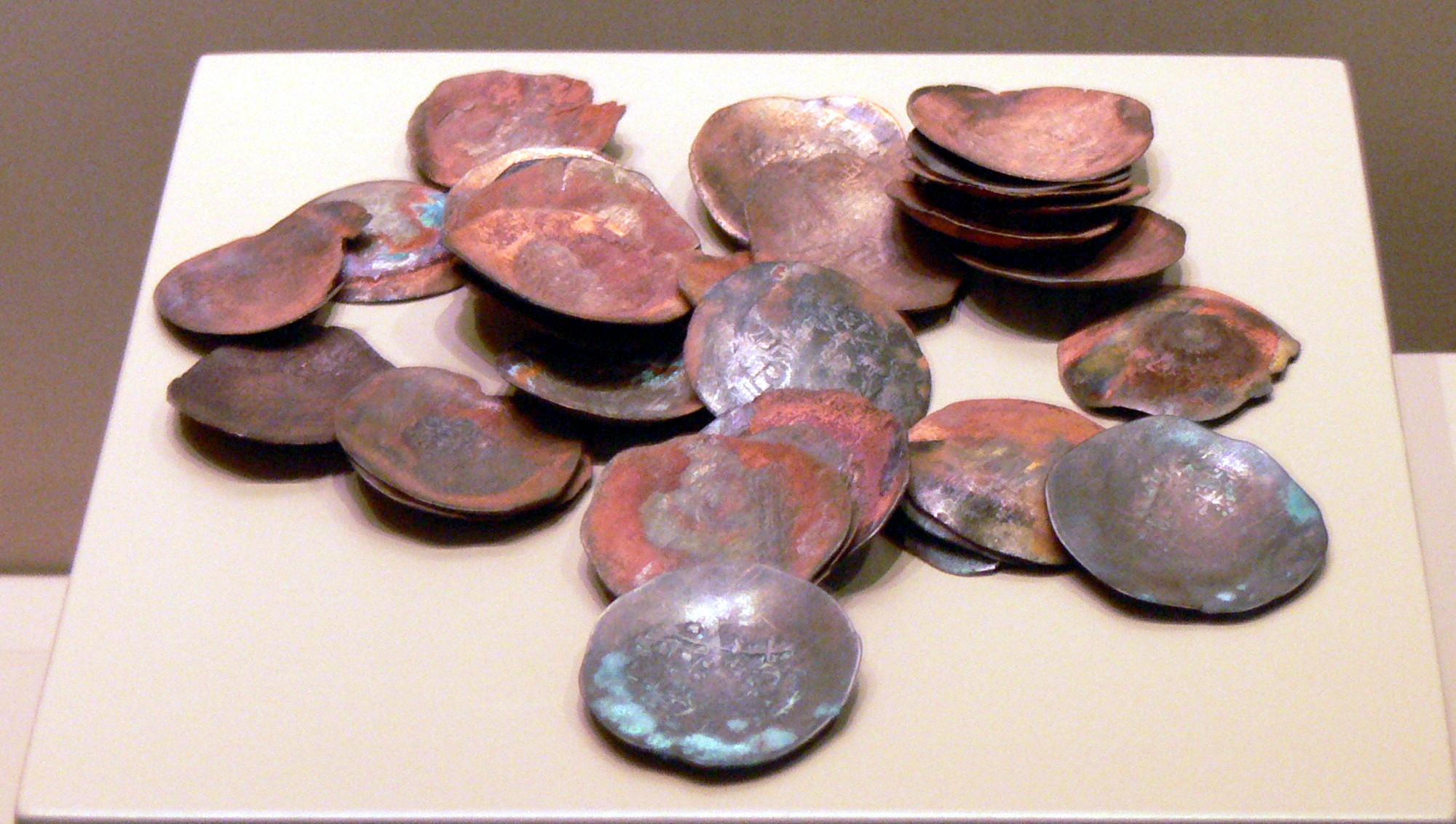
Późne skifaty miedziane ze skarbu znalezionego w Nikozji (Cypr)